# Peaches Geldof
Peaches Honeyblossom Geldof (ur. 13 marca 1989 w Londynie, zm. 7 kwietnia 2014 w Wrotham) – brytyjska modelka i prezenterka telewizyjna.

## Życiorys
Peaches Geldof urodziła się w 1989 w Londynie, jako druga córka Pauli Yates i Boba Geldofa. 
W 2004 roku, mając 15 lat pisała w magazynie Elle Girl. Była założycielką magazynu dla młodzieży. W 2007 roku rozpoczęła karierę modelki. Wzięła udział w reklamie kolekcji Miss Ultimo i marki Dotti. 
Jej pierwszym mężem został w 2008 roku Maxwell Drummey, lecz małżeństwo zakończyło się rozwodem. W 2011 związała się z Tomem Cohenem - para wzięła ślub w 2012 i miała dwóch synów: Astala urodził się w 2012, Phaedra w 2013. 
Zmarła w wieku 25 lat. Przyczyną śmierci było przedawkowanie heroiny.